# Hessing Kliniken

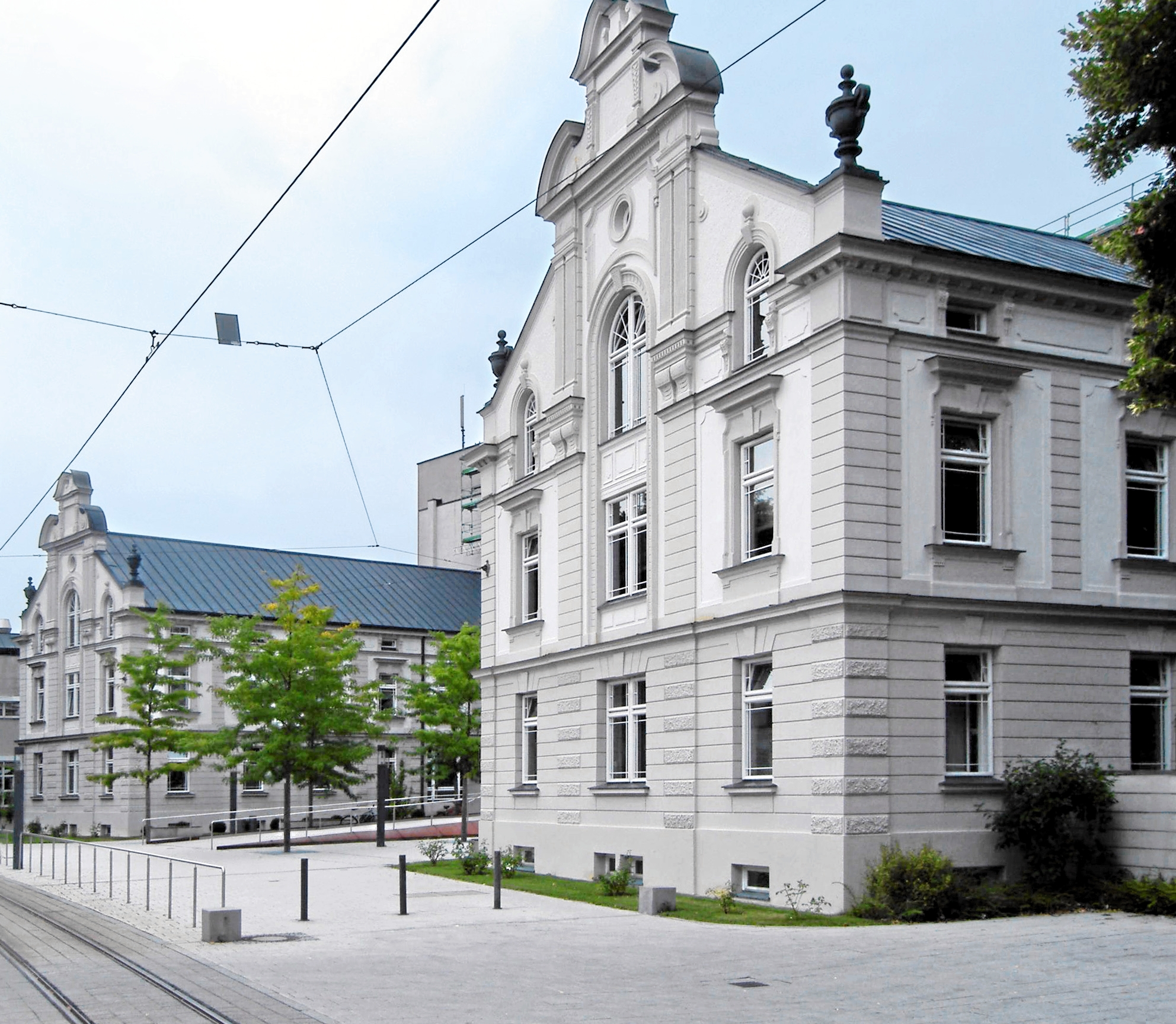
Die noch erhaltenen Ost- und Südflügel der einstigen Hessing'schen Ökonomie- und Heilanstalt

Die Hessing Kliniken in Augsburg wurden 1868 gegründet und zählen heute zu den größten orthopädischen Fachkliniken Europas. Die Kliniken wurde unter anderem durch das zugehörige Kurhaus Göggingen überregional bekannt und bestehen heute aus acht hochspezialisierten Fachabteilungen, zwei Rehabilitationskliniken und der privatärztlichen Hessingpark-Clinic mit ihrem Schwerpunkt im Bereich der Versorgung von Spitzensportlern. Träger der Hessing Kliniken ist die Hessing Stiftung. In den Hessing Kliniken werden jährlich über 10.000 orthopädische Operationen durchgeführt und mehr als 13.000 Patientinnen und Patienten behandelt.

## Geschichte
Die Hessing-Klinik wurde 1868 von Friedrich Ritter von Hessing, einem Pionier auf dem Gebiet der Orthopädietechnik, als „Hessing'sche Ökonomie- und Heilanstalt“ gegründet und wuchs bald zur größten europäischen Kur- und Heilanstalt heran: Hessing soll dort insgesamt 60.000 Patienten behandelt haben.
Die ersten Klinikgebäude wurden von Jean Keller in romantisch-neubarocken Stilformen der Gründerzeit errichtet, wobei zwei Flügelbauten des Gesamtgebäudes (Ost- und Südflügel) heute noch erhalten sind. 1908 ließ Hessing sich selbst ein Denkmal (das heute vor dem Haupteingang der Klinik steht) setzen:
Der Standordt zwischen den neubarocken Seitenflügeln der Neuen Anstalt war der Mittelpunkt eines Cour d'honneur – eines Ehrenhofes... Das Denkmal – den Herrn Hofrat als Kinderfreund zeigend – wurde von Eugen Boermel geschaffen und in Berlin gegossen.
Um für die Patienten das kulturelle Angebot während ihrer Aufenthalte zu vergrößern, ließ Hessing 1886 ebenfalls von Keller das Kurhaustheater erbauen, das schon zur Eröffnung als „Bauwunder“ galt und – nach Zerstörung durch Brandstiftung 1972 und originalgetreuem Wiederaufbau bis 1996 – heute das einzige erhaltene Multifunktionstheater in Glas- und Gusseisenkonstruktion aus der Gründerzeit darstellt. Daneben erbaute Keller von 1890 bis 1893 die anstaltseigene Kirche St. Johannes mit neubarocker Fassade und neugotischem Innenbau, die heute ebenso unter Denkmalschutz steht wie ein Gästehaus, das 1896 nach Plänen von Karl Albert Gollwitzer als Umbau einer etwa 1860 errichteten Gartenvilla eröffnet wurde.
Bertha Kipfmüller, die um 1910 in der Hessing-Klinik weilte, schrieb rückblickend über ihren Klinikaufenthalt:
Der Aufenthalt war wundervoll. Herrliche Räume, der gemeinsame Speisetisch mit auserlesenen Blumen aus dem eigenen Treibhaus. Mitten im Winter steter Frühling!... Dazu ein Publikum aus aller Herren Länder, auch aus Russland. Keine Geringere war da als die Tochter des allmächtigen Minister Stolypin... Großes Gefolge war mit ihr und als sie Russisch-Neujahr feierten polterten sie so, dass ich nicht nur um meinen Schlaf bangte, sondern auch den Deckeneinsturz befürchtete.

## Trägerschaft
Die Hessing Kliniken werden von der gleichnamigen Hessing Stiftung getragen, in der das gesamte Erbe Hessings nach dessen Tod 1918 aufging und die heute auch kulturelle Veranstaltungen wie Vortragsreihen zu medizinischen Themen ausrichtet. Neben den Kliniken gehören zur Hessing Stiftung auch die Medizinischen Versorgungszentren (MVZ), der Bereich Orthopädietechnik und Orthopädieschuhtechnik (Hessing Massarbeit) mit den Hessing Sanitätshäusern sowie ein Förderzentrum für Kinder und Jugendliche mit geistiger und körperlicher Behinderung. Zudem gehört das landwirtschaftliche Gut Güttin auf der Ostseeinsel Rügen zur Hessing Stiftung.

## Medizinische Fachgebiete
Die Hessing Kliniken bestehen heute aus folgenden Kliniken:
- Klinik für Anästhesiologie, Intensiv- und Schmerzmedizin
- Wirbelsäulen- und Skoliosezentrum
- Klinik für Kinder-, Jugendlichen- und Neuroorthopädie
- Klinik für Unfallchirurgie
- Zentrum für Endoprothetik, Fußchirurgie und Rheumaorthopädie
- Klinik für Sportorthopädie, Arthroskopische Chirurgie und Schulterchirurgie
- Klinik für Handchirurgie
- Klinik für Internistische Rheumatologie
- Klinik für Orthopädische Rehabilitation
- Klinik für Geriatrische Rehabilitation
- Hessingpark-Clinic

## Lage
Die Hessing Kliniken liegen im Stadtteil Göggingen im Süden Augsburgs und sind über die Bundesstraße 17 zu erreichen. Daneben sind die Kliniken durch Bus- und Straßenbahnlinien der Stadtwerke Augsburg an den Öffentlichen Personennahverkehr angeschlossen.
Die Hessing Kliniken befinden sich auf dem Hessing Campus mit einem Park mit teilweise sehr alten Bäumen, einem historischen Wandelgang, der Hessing Kirche St. Johannes sowie der Hessing Burg.

## Galerie

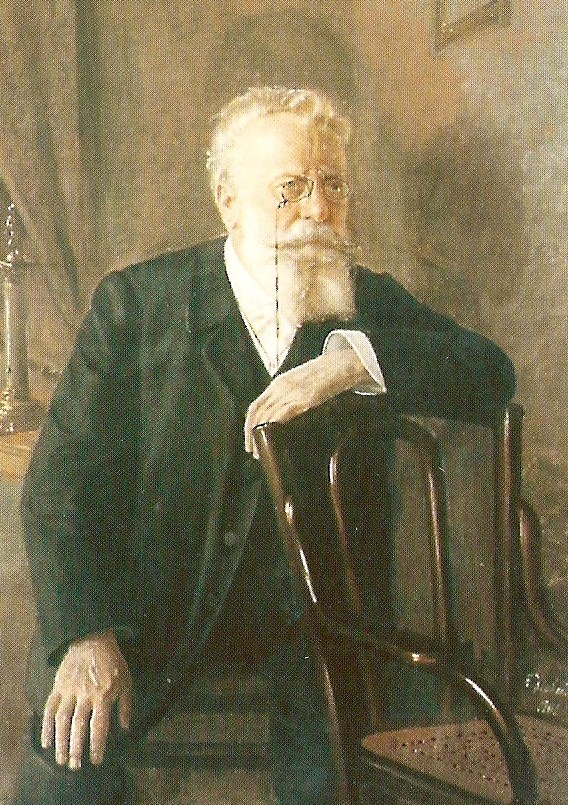
Friedrich Ritter von Hessing, der Gründer der Kliniken
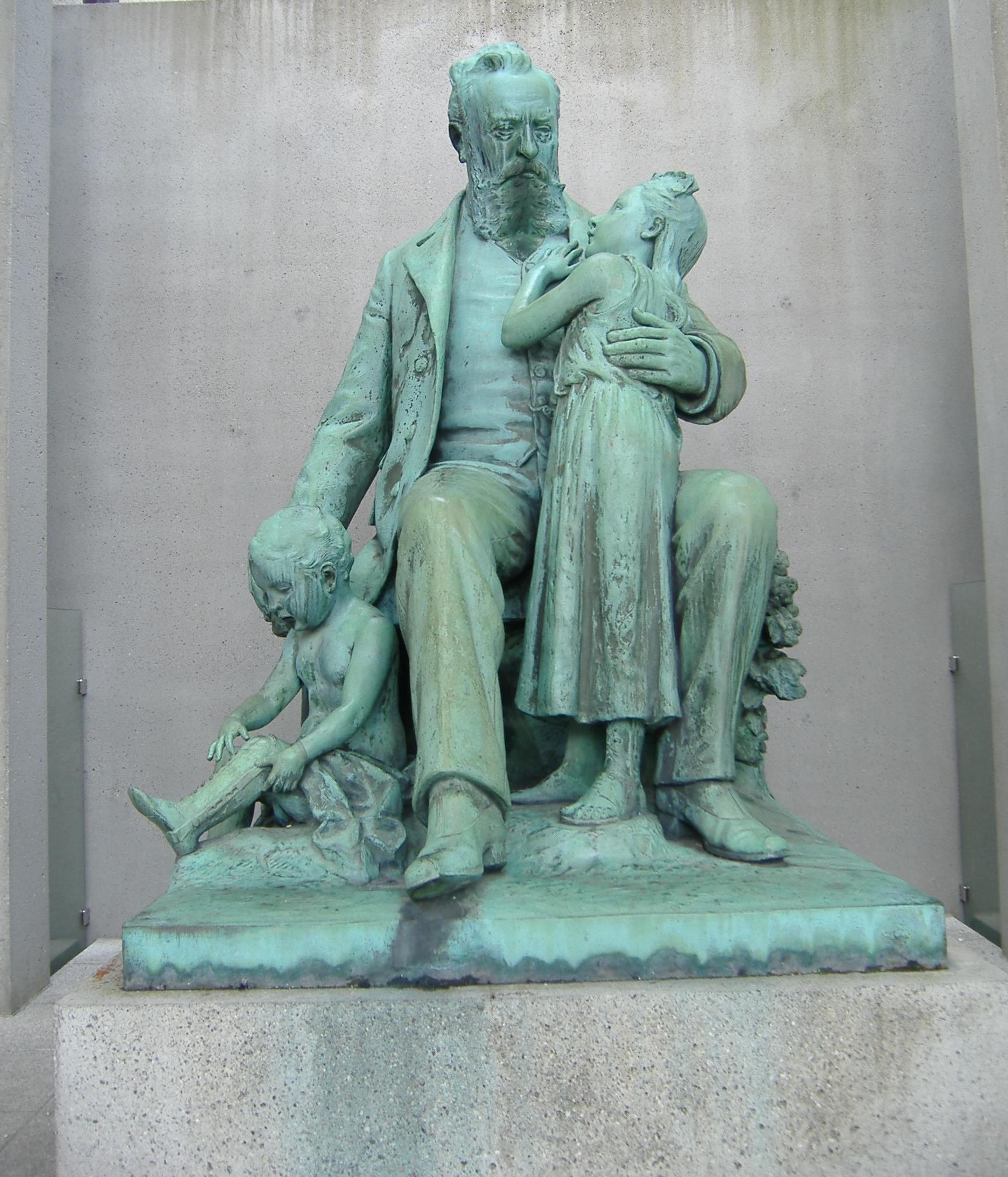
Denkmal Hessings vor Haupteingang zur Klinik
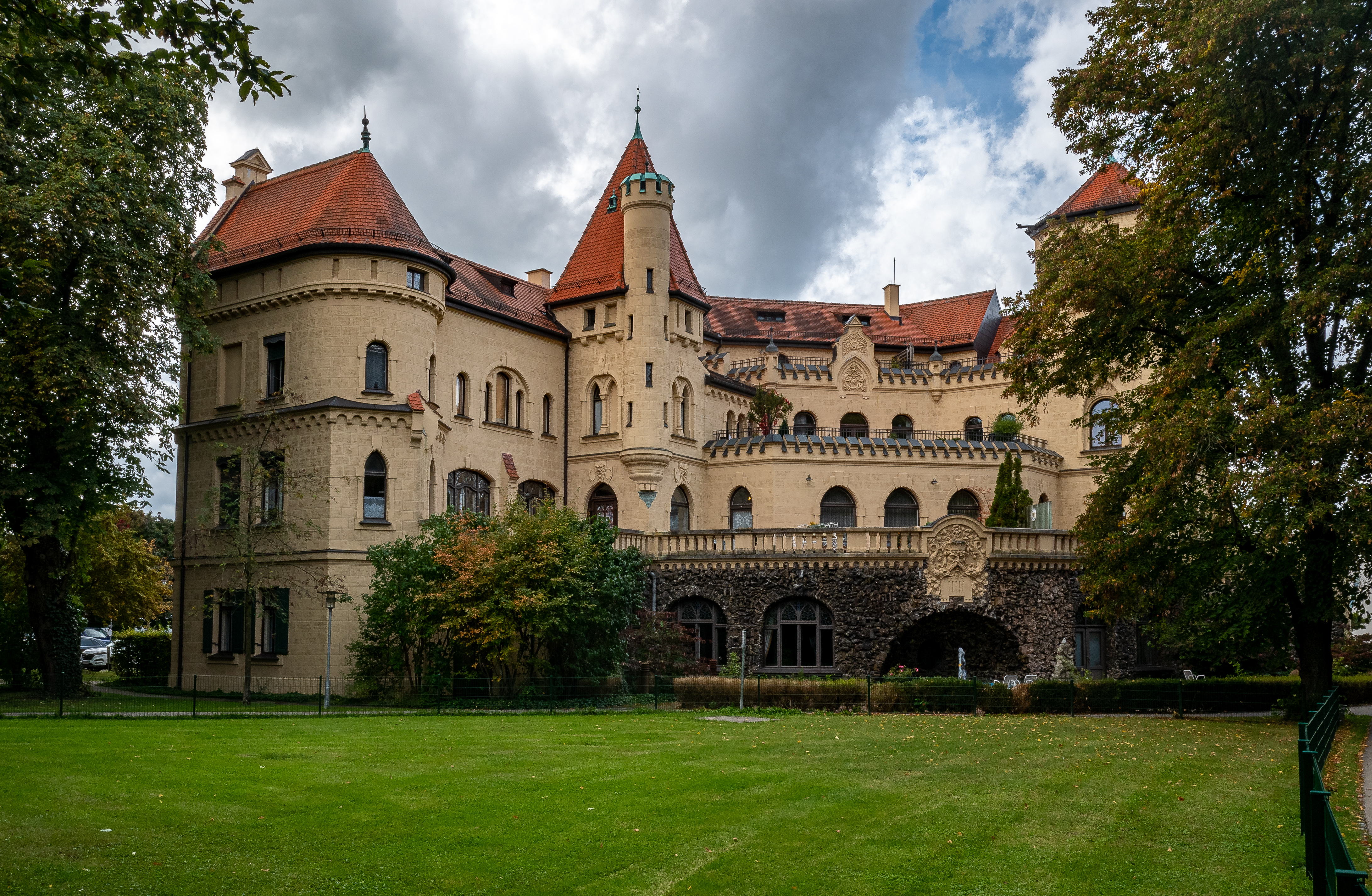
Hessingburg von Osten aus.
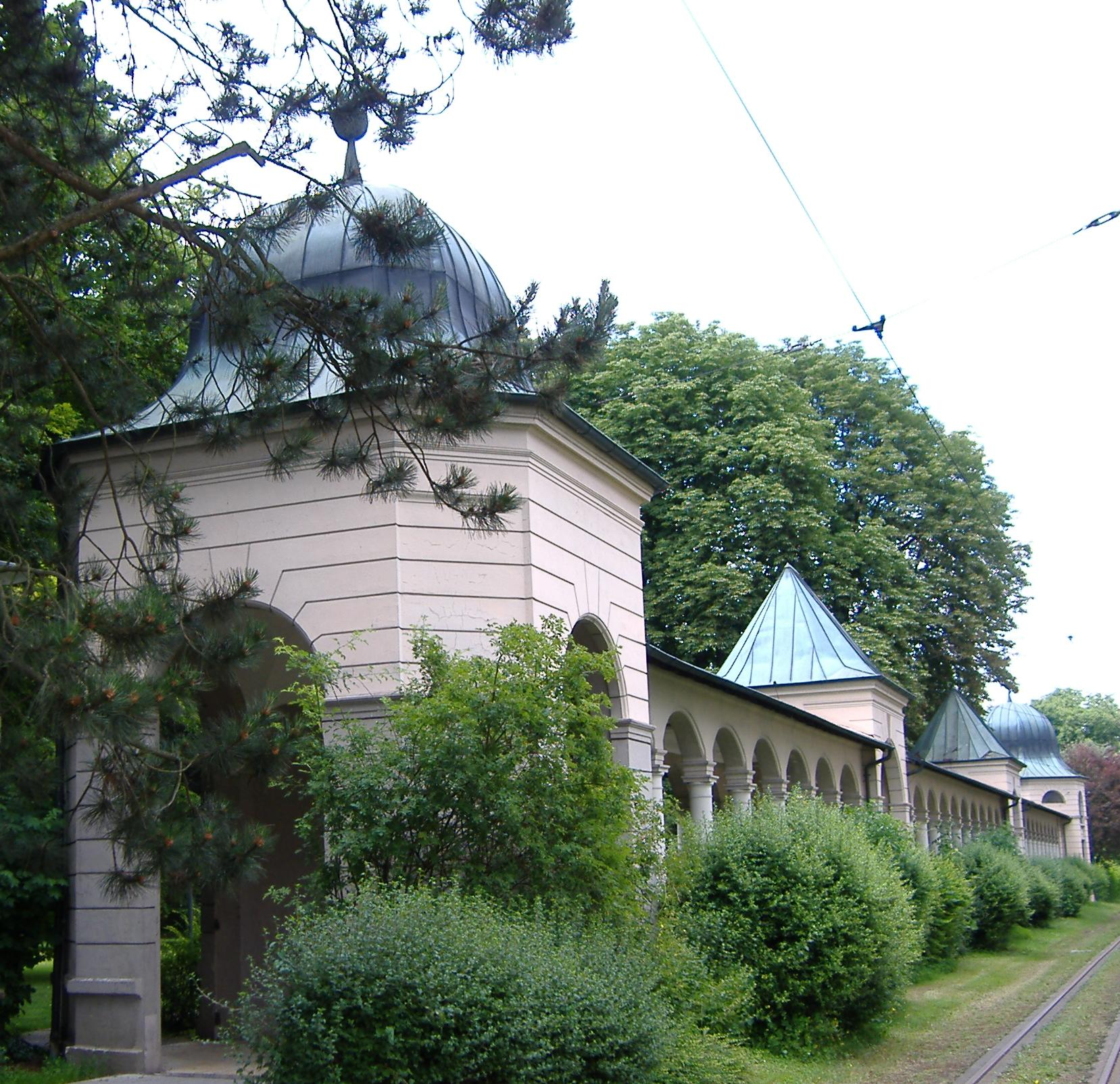
Wandelhalle mit 27 Stichbogenarkaden und vier Pavillons im Park der Klinik (erbaut 1869)
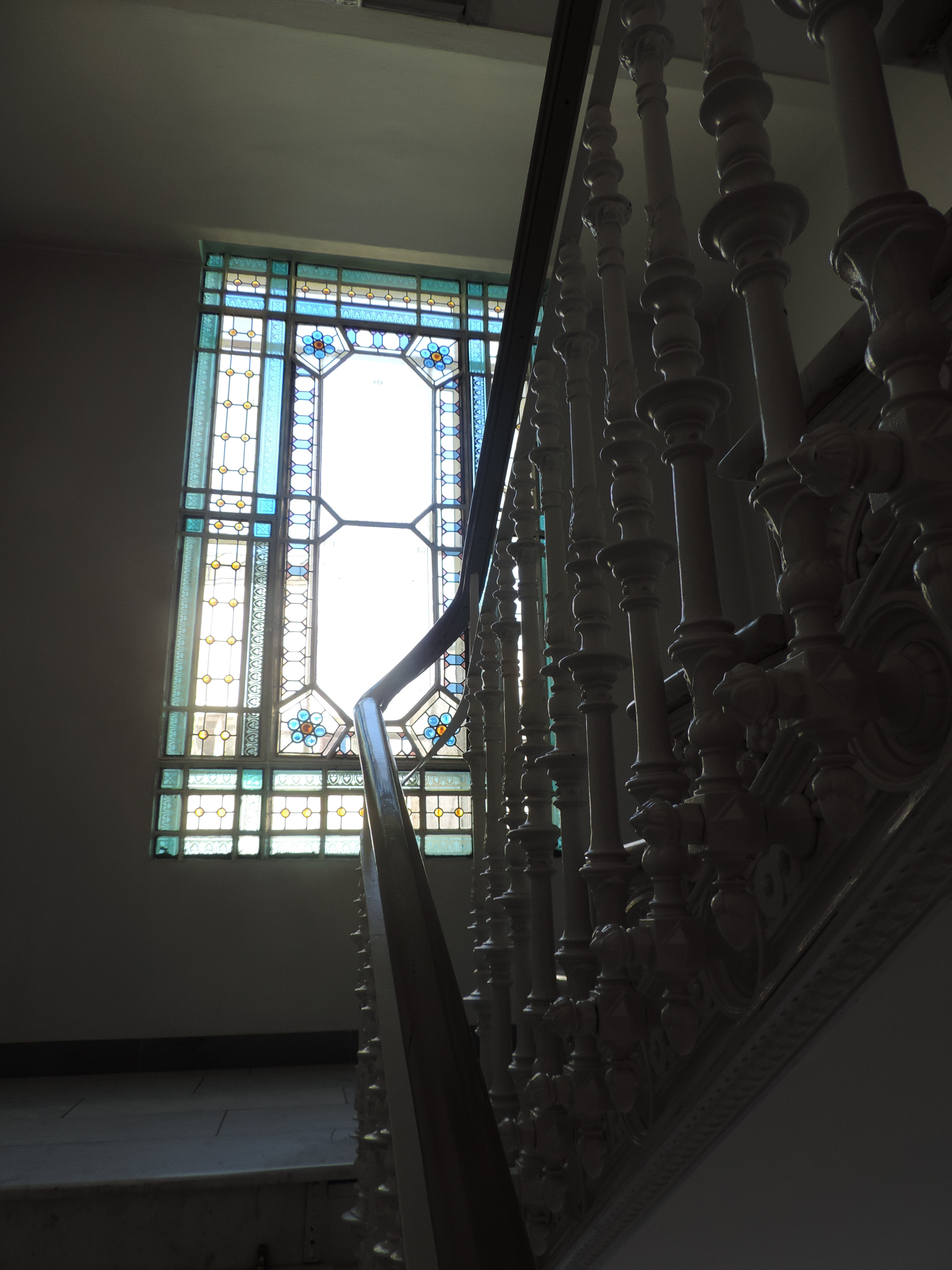
Blick in das historische Treppenhaus der Klinik
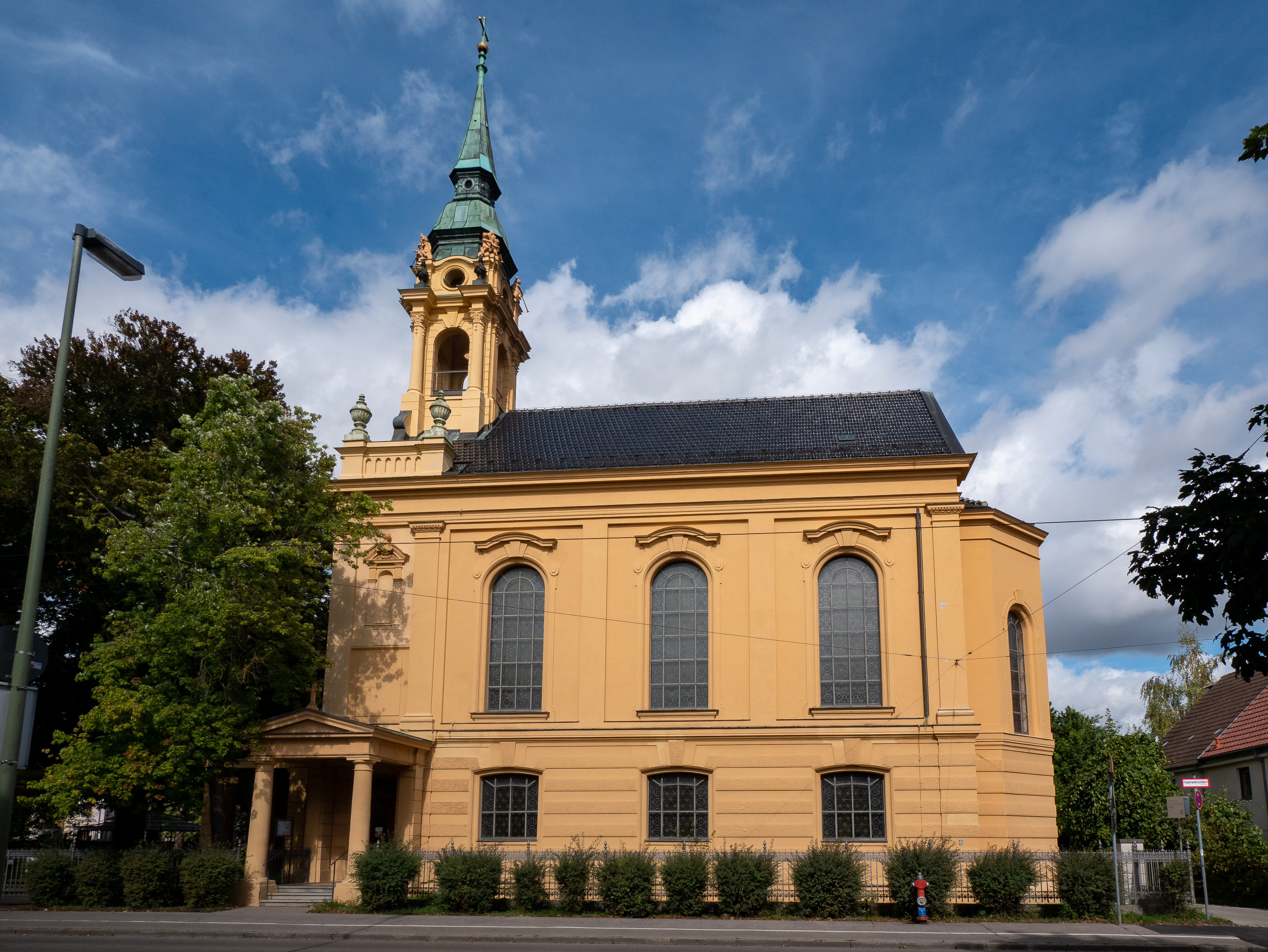
Anstaltseigene Kirche St. Johannes
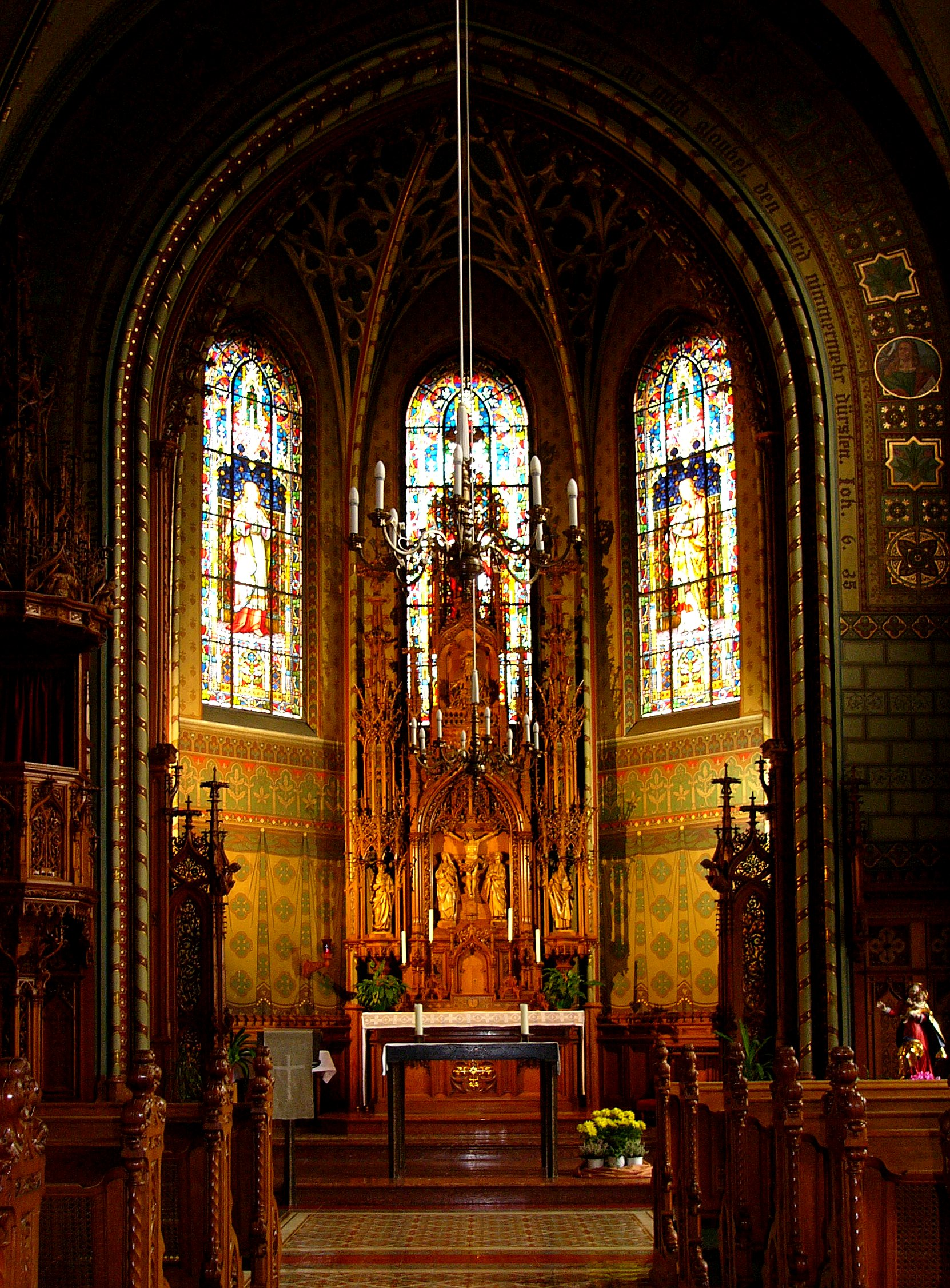
Chorraum St. Johannes
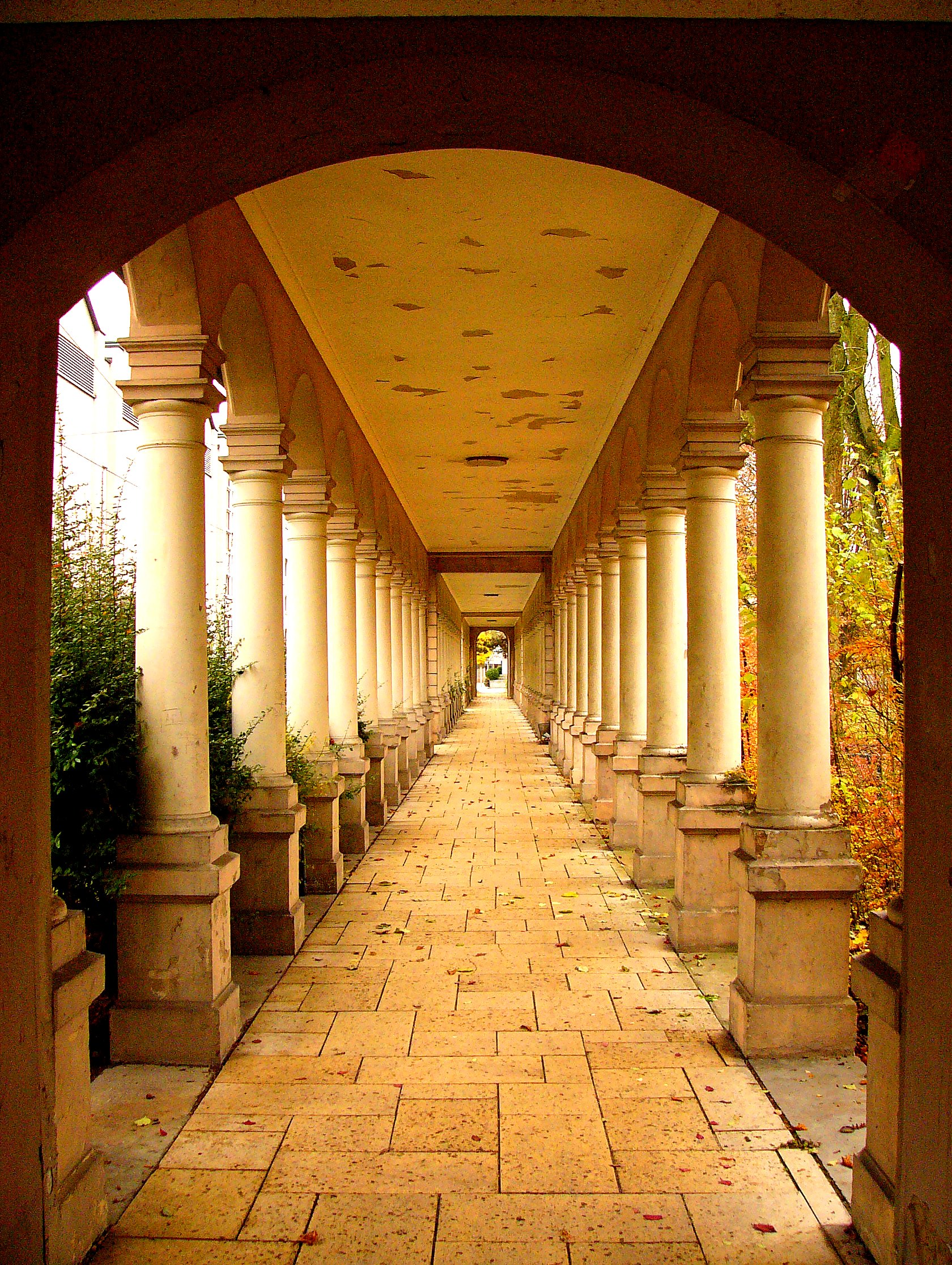
Unter den Arkaden der Wandelhalle
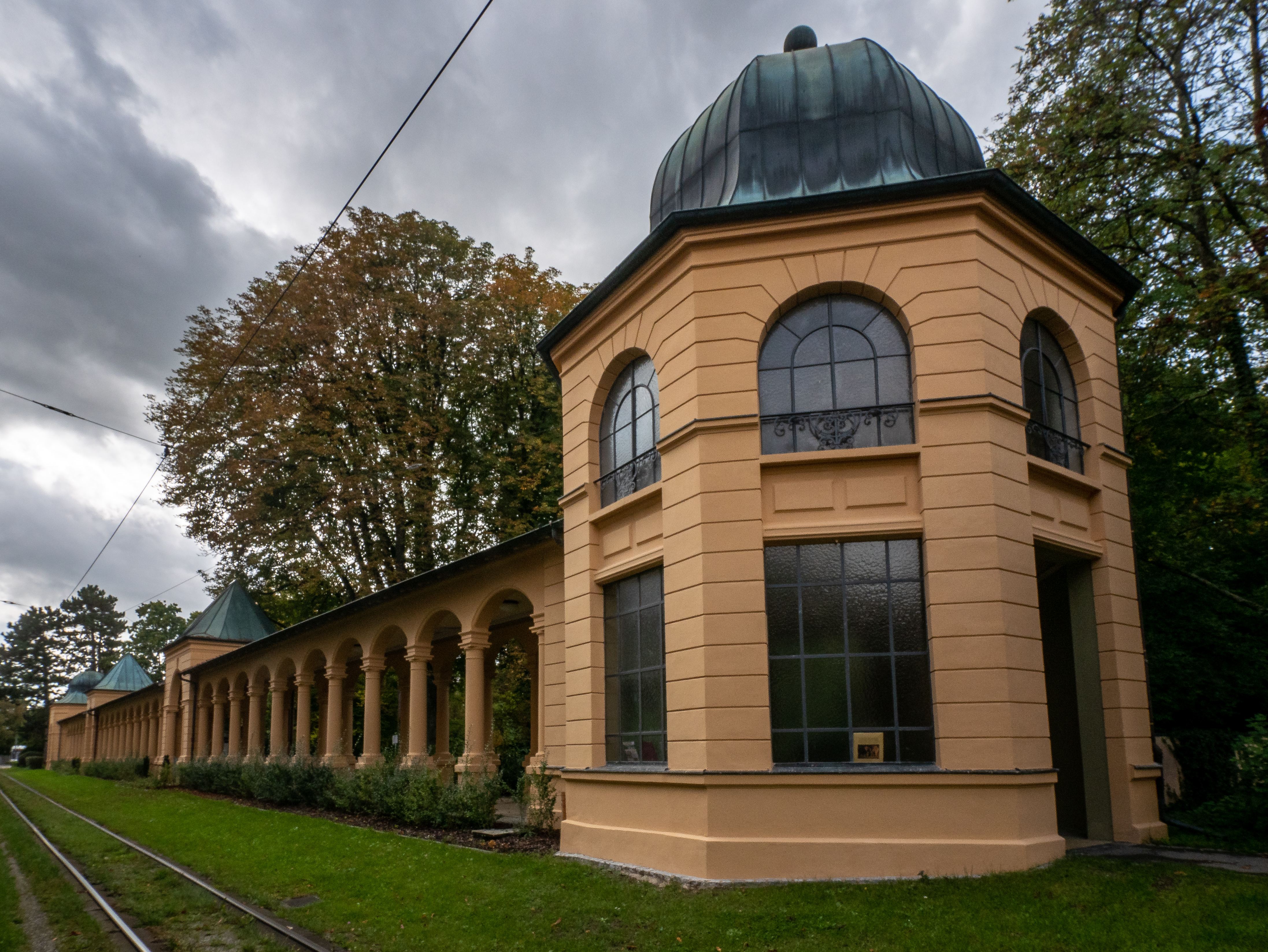
Wandelhalle Nordeingang